# Chambre 212
Pour plus de détails, voir Fiche technique et Distribution.
Chambre 212 est un film français réalisé par Christophe Honoré, sorti en 2019.

## Synopsis
Maria, professeure d'histoire du droit dans une université, a une liaison avec un de ses étudiants, Asdrubal. Son mari Richard le découvre par hasard, en surprenant des messages sur le téléphone portable de Maria. Ils se disputent, et Maria décide de quitter leur appartement pour s'installer dans l'hôtel d'en face, dans la chambre 212 depuis laquelle elle peut discrètement observer son mari de l'autre côté de la rue. Elle se donne la nuit pour réfléchir. 
Plusieurs personnages venus de son passé et de celui de Richard vont lui rendre visite. Tout d'abord Richard lui-même, mais jeune, tel qu'il était lorsqu'elle a décidé de l'épouser. Mais également la mère de Maria, qui a tenu un décompte précis de ses amants. Et Irène Haffner, la professeure de piano et le premier amour de Richard, qui a accepté de rompre avec Richard pour qu'il puisse épouser Maria. A-t-elle eu tort ? Richard aurait-il été plus heureux avec elle ? Aurait-elle donné à Richard les enfants qu'il souhaitait avoir, alors que Maria n'a jamais voulu d'enfant ? Irène décide alors de traverser la rue pour retrouver Richard et voir si leur couple aurait eu une chance. 
Irène essaie, en vain, de convaincre Richard qu'il aurait été plus heureux avec elle. Pendant ce temps, de l'autre côté de la rue, Maria est confrontée à « sa volonté », incarnée par un homme ressemblant vaguement à Charles Aznavour, et à ses précédents amants. Maria et Irène se rendent ensuite dans la baie de Somme, où Irène a décidé de s'installer après le mariage de Richard, où elles rencontrent une Irène sexagénaire, sereine et sans regrets.  
Au matin, Maria et Richard se retrouvent tous deux dans la rue. Maria doit aller donner un cours, mais elle promet à Richard qu'elle rentrera au domicile conjugal le soir.  
Le numéro 212 se réfère à l'article 212 du Code civil : Les époux se doivent mutuellement respect, fidélité, secours, et assistance.

## Fiche technique
- Titre français : Chambre 212
- Titre anglais : On a Magical Night
- Réalisation et scénario : Christophe Honoré
- Photographie : Rémy Chevrin
- Son : Carlo Thoss
- Montage : Chantal Hymans
- Scripte : Léolo
- Décors : Stéphane Taillasson
- Costumes : Olivier Bériot
- Production : Philippe Martin et David Thion
- Sociétés de production : Les Films Pelléas ; Bidibul Productions (coproduction) ; Scope Pictures (coproduction) ; SOFICA LBPI 12 (en association avec)
- Pays d'origine : France
- Format : Couleurs - 35mm
- Genre : comédie
- Durée : 86 minutes
- Dates de sortie :
  - France : mai 2019 (festival de Cannes 2019) ; 9 octobre 2019 (sortie nationale)

## Distribution
- Chiara Mastroianni : Maria
- Vincent Lacoste : Richard (25 ans)
- Camille Cottin : Irène (35 ans)
- Benjamin Biolay : Richard (45 ans)
- Carole Bouquet : Irène (60 ans)
- Stéphane Roger : La Volonté de Maria
- Harrison Arevalo : Asdrubal
- Marie-Christine Adam : la mère de Maria

## Production

### Genèse et développement
Après Plaire, aimer et courir vite, sa pièce Les Idoles et son livre Ton père constituant une trilogie sur la mémoire homosexuelle du sida, Christophe Honoré souhaitait « retrouver un plaisir de cinéma plus immédiat. Et surtout revenir à Chiara Mastroianni. ». Il voit le film comme un mélodrame et revendique sa légèreté en évoquant des inspirations très éclectiques : « Je ne crains pas la légèreté, j’en suis très heureux. Ici, comme dans Plaire, aimer, courir, vite, Dans Paris ou Les Chansons d’amour, je n’ai aucune crainte à me frotter au mélodrame mais je suis attentif à ne surtout pas verser dans le solennel. Si la fantaisie est envisagée comme un enchantement, ça me va. L’enchantement fait irruption, d’une manière littérale, dans les comédies musicales ; ce film-là, sans l’être, y ressemble. On peut s’attendre parfois à ce que les personnages se mettent à chanter. Je suis fan de Woody Allen, je ne pense pas qu'Hannah et ses sœurs soit moins profond que Le Sacrifice de Tarkovski. C’est formidable d’être profond et drôle à la fois ». Christophe Honoré affirme qu'il s'agit avant tout d'un film « qui raconte le plaisir de faire des films ».

### Attribution des rôles
Pour ce nouveau film, Christophe Honoré retrouve deux comédiens avec qui il a déjà tourné. Vincent Lacoste qui incarnait le rôle principal de Plaire, aimer et courir vite et Chiara Mastroianni, qui collabore pour la quatrième fois avec le réalisateur après Les Chansons d'amour, Non ma fille tu n'iras pas danser et Les Bien-aimés. Les rôles secondaires du film sont interprétés par Camille Cottin, Benjamin Biolay et Carole Bouquet, avec la particularité pour ces deux derniers de jouer les personnages de Vincent Lacoste et Camille Cottin plus âgés. Marie-Christine Adam fait une apparition en tant que mère du personnage de Chiara Mastroianni.

### Tournage
Le tournage débute début février 2019 dans un studio au Luxembourg où sont reconstituées deux façades de la rue Delambre. Même rue où se poursuivra le tournage du film début mars, devant le cinéma des Sept Parnassiens et le bar Rosebud.

## Accueil

### Festival de Cannes
Le film est projeté au Festival de Cannes en sélection officielle Un Certain Regard, la soirée du dimanche 19 mai 2019. Thierry Frémaux présente le film en le comparant au cinéma de Sacha Guitry et de Mc Carrey. 

### Critiques
Le film est globalement très apprécié de la critique et reçoit une moyenne de 4,1/5 par la presse sur AlloCiné. 
Louis Guichard de Télérama considère que film « fait souffler un air à la fois vivifiant et nostalgique sur le cinéma français ». Thierry Cheze de Première y décèle « un mélange exquis de profondeur et de légèreté ». Jean-Marc Lalanne écrit dans Les Inrockuptibles que le film est « un chassé-croisé sentimental émouvant et radieux ».
Paris Match le qualifie de « film magnifique sur l'amour qui passe et parfois qui revient », « Un film malicieusement théâtral comme les aimait Resnais, dialogué au cordeau comme a cessé de savoir le faire Blier (avec apparition clin d'œil de Carole Bouquet), doublé d'une comédie de remariage à l'ancienne, qui dit avec légèreté ce qu'on perd à accepter de vivre vieux et parle avec gravité de choses légères telles que l'amour à deux ». Marianne y voit « une comédie virevoltante qui, sous des atours légers, sonde l’amour, la fidélité et les ravages du temps qui passe ».

### Box-office
| Pays ou région | Box-office      | Date d'arrêt du box-office | Nombre de semaines |
| -------------- | --------------- | -------------------------- | ------------------ |
| France         | 380 330 entrées | 18 décembre 2019           | 10                 |
| Total mondial  | 2 798 530 $     | -                          | -                  |

## Distinctions

### Récompenses
- Festival de Cannes 2019 : Prix d'interprétation pour Chiara Mastroianni, dans la sélection Un certain regard[9]. Elle déclarera, émue : « Je ne pense pas qu'un acteur puisse gagner un prix s'il n'y a pas un très grand metteur en scène derrière. Christophe, tu es arrivé dans ma vie de manière providentielle et je voudrais t'offrir mon prix car je ne suis qu'un instrument pour toi, tu as tout fait ».
- Festival du film de Cabourg 2020 : Swann d'or de la meilleure actrice pour Chiara Mastroianni[10].

### Nomination
- César 2020 : César de la meilleure actrice pour Chiara Mastroianni